# Ester Martin Bergsmark
Ester Martin Bergsmark (Estocolmo, 29 de septiembre de 1982) es una directora de cine y guionista sueca conocida por los documentales Maggie en Wonderland y She Male Snails. Su primer largometraje de ficción Something Must Break (2014) ha sido proyectado en más de cincuenta festivales en todo el mundo en 2014, y fue presentado en los festivales de cine de Cleveland, Guadalajara y Dublín en 2015. La película ha ganado diez premios, incluyendo el Tiger Award, 43.º en el Rotterdam International Film Festival, el Premio del gran jurado en el Festival de cine LGBT Outfest de Los Ángeles, Mejor Película y Mejor Performance para Saga Becker en el Festival Internacional de Cine de Lisboa.

## Biografía
Ester Martin Bergsmark nació el 29 de septiembre de 1982 en Estocolmo. Estudió documentación en Biskops Arnö Nordens Folkhögskola y fue también entrenado en la Swedish University College of Arts Crafts and Design. Junto con el director sueco Mark Hammarberg, Bergsmark dirigió el cortometraje Svälj (2006) y el documental Maggie en Wonderland (sueco: Maggie Vaknar på Balkongen) (2008). En Maggie en Wonderland trabajaron junto con Maggie Beatrice "Maggie" Andersson yquien también participó en Svälj. Maggie en Wonderland fue galardonado con un Premio Guldbagge a mejor documental el mismo año cuando en que fue estrenado.
En 2009 Bergsmark participó en un proyecto feminista en el que varios directores y artistas dirigieron películas cortas para una colección llamada Dirty Diaries. La colección fue hecha con el objetivo de repensar la pornografía y consta de 12 cortos y el segmento de Bergsmark lleva el nombre de Fruitcake. 2009 fue también el año que Bergsmark consiguió el derecho legal para cambiar su primer nombre a Ester. Antes no había sido posible ya que la ley de nombre anterior en Suecia negaba a personas de añadir o cambiar su nombre a uno de otro género legal.
Bergsmark recibió otra nominación al Premio Guldbagge a mejor documental en 2012 por la película She Male Snails. La película estuvo hecha en colaboración con el autor sueco Eli Levén. Bergsmark y Levén han estado anteriormente en una relación que acabó un par de meses antes de la filmación de la película. La protesta de la película contra el sistema de género binario que consta de mujeres y hombres y empieza con Bergsmark hablando sobre la primera vez que ha visto a Levén como adolescente y el hecho de que Levén osaba a ser algo más allá o distinto a chico o chica. En entrevistas Bergsmark ha dicho que mientras no quiere vivir como una mujer, se considera una persona trans y encuentra comodidad en no tener que tener una identidad de género estática. La película es una mezcla de documental y ficción y recibió financiamiento para largometrajes.
En 2011 Bergsmark y Levén se mudaron a Berlín y trabajaron juntos en una oficina conjunta en el manuscrito de la película de Bergsmark Something Must Break. Something Must Break (2014) abrió el Gothenburg Film Festival en 2014 y estuvo nominado a un Dragon Award como Mejor Película Nórdica. La película está basada en un libro de Levén (título sueco: Du är rötterna som sover vid mina fötter och håller jorden på plats). Al igual que She Male Snails, Something Must Break trata el tema de pertenecer a algún lugar entre lo que es considerado masculino y lo que es considerado femenino. También circula alrededor del amor joven y empezar a aceptarse a uno mismo.
En 2014 Bergsmark recibió la beca Mai Zetterling, una beca para directores de cine que trabajan con documentales o cortometrajes. La beca fue entregada en el Gothenburg Film Festival en enero de ese año.

## Filmografía
- 2006, Svälj
- 2008, Maggie en Wonderland (en sueco Maggie Vaknar på Balkongen)
- 2009, Dirty Diaries (Fragmento: Fruitcake)
- 2012,  She Male Snails (en sueco Pojktanten)
- 2014, Algo Tiene que Romper (en sueco Nånting Måste Gå Sönder)
- 2018,  Swedish Candy, Some Violence and a Bit Of Cat

## Premios
- Premio Guldbagge a Mejor Documental, Maggie en Wonderland
- Tempo Documentary Festival, Honorable Mención
- The International Film Festival of the Art of Cinematography Honorable Mención, Pojktanten